# The Red Chord
The Red Chord ist eine US-amerikanische Deathcore-Band aus Revere in Massachusetts.

## Geschichte
Drei Jahre nach Gründung veröffentlichte die Band 2002 ihr Debütalbum Fused Together in Revolving Doors, welches mit Songs wie Nihilist, Sixteen Bit Fingerprint und Dreaming in Dog Years großen Erfolg in der Metal-Undergroundszene verbuchen konnte.
Das zweite Studioalbum Clients (zu deutsch: Klienten) wurde im Mai 2005 von Metal Blade Records veröffentlicht. Auf diesem Album beschreibt jeder Song einen einzelnen „Klienten“, von Schizophrenie über Multiple Persönlichkeitsstörung zu Zwangsstörung. Ein Re-Release des Albums erschien Mitte 2006 mit Bonus-Tracks.
Das dritte Studioalbum Prey for Eyes erschien im Juli 2007 erneut über Metal Blade. Es wurden insgesamt 5000 bis 6000 Kopien verkauft und das Album erreichte Platz 3 der Billboard Heatseekers Charts. Der Sänger von Job for a Cowboy, Jonny Davy, wirkte bei den beiden Songs Dread Prevailed und Prey for Eyes und Nate Newton, dem Bassisten von Converge, bei Tread on the Necks of Kings mit.
Zum Hintergrund des Albumtitels sagte Sänger Guy Kozowyk folgendes:

Inspired by events where my brother, who is a prison guard, walks in on an inmate doing something ridiculous in his cell. The prisoner won’t talk and gets into this dialogue via a notepad. After documenting that he can no longer talk because the devil removed his tongue, my brother checks the cons mouth with his flashlight. When he tells him that his tongue is definitely intact, the inmate replies with the cryptic message ‘Pray for Eyes‘

„Ich wurde durch ein Ereignis inspiriert, in dem mein Bruder, der ein Gefängniswärter ist, auf einen Gefangenen, der etwas Lächerliches in seiner Zelle tut, zu geht. Der Gefangene kann nicht sprechen und kommt über ein Notizbuch in diesen Dialog. Nachdem er erfahren hat, dass der Gefangene nicht mehr sprechen könne, weil der Teufel seine Zunge entfernte, überprüft mein Bruder den Mund mit seiner Taschenlampe. Als er ihm sagt, dass seine Zunge definitiv intakt ist, antwortet der Gefangene mit der rätselhaften Nachricht ‘Bete für Augen‘“

Das vierte und aktuelle Studioalbum Fed Through the Teeth Machine wurde am 27. Oktober 2009 via Metal Blade Records veröffentlicht.

## Stil
Die Musik von The Red Chord beinhaltet Einflüsse aus Death Metal, Grindcore und Metalcore. Obwohl die Band als Deathcore vermarktet wird, ist es ihnen laut eigenen Aussagen egal, in welches Genre sie einkategorisiert werden: "Die einen nennen uns eine Grindcore-Band, die anderen eine Death-Metal-Band, und wieder andere eine Hardcore-Band. Wir sind keine von denen, wir sind nur verdammt laut."

## Diskografie
- 2002: Fused Together in Revolving Doors (Robotic Empire Records)
- 2005: Clients (Metal Blade)
- 2007: Prey for Eyes (Metal Blade)
- 2009: Fed Through the Teeth Machine (Metal Blade)

## Musikvideos
- 2005: Antman
- 2005: Blue Line Cretin
- 2005: Black Santa
- 2005: Fixation on Plastics